# Mesoleuctra
Mesoleuctra is een geslacht van steenvliegen, dat fossiel bekend is vanaf het Vroeg-Jura. Tegenwoordig leven er nog diverse soorten van dit geslacht.

## Beschrijving
Deze 2 cm lange steenvlieg leeft als larve in het water en bezit twee staartaanhangsels en de aanleg van vier vleugels. Als imago leeft het dier op het land en het heeft opvouwbare vleugels.

## Leefwijze
Dit dier leeft tussen gebladerte en stenen in de nabijheid van beken, rivieren en meren. Zijn voedsel bestaat uit korstmossen en algen.